# スバル・アマデウス
スバル・アマデウス（Amadeus）[写真]は、1991年秋に開かれた第29回東京モーターショーに富士重工業（現・SUBARU）が出品した試作車である。

## 概要
アルシオーネSVXをベースに新たな意匠を与えられ、3ドア構成のシューティングブレークのボディを持つ。市販はされず、左ハンドル・アイボリー内装の試作車が野外に保管されていた。